# PDFedit

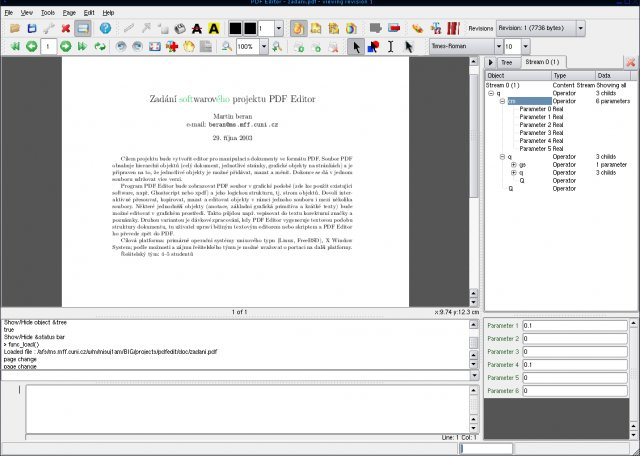

PDFedit es un editor libre de PDF para el sistema operativo Unix. No es compatible con la edición protegida o cifrada archivos PDF o procesador de textos manipulación de texto estilo.
PDFedit GUI se basa en el kit de herramientas Qt3 y el motor de secuencias de comandos ( QSA ), por lo que cada operación es de secuencias de comandos. Parte del programa es también la interfaz de línea de comandos para la manipulación de PDF. Xpdf se utiliza para el procesamiento de bajo nivel.
PDF es un formato completo diseñado para la producción editorial, no para otras modificaciones. PDFedit es una herramienta de bajo nivel para usuarios técnicos que ofrece un acceso estructurado a la estructura interna del archivo PDF. Puede requerir la familiaridad con las especificaciones de PDF para que puedas modificar sustancialmente las mismas.